# Kasteel van Belvoir
Het Kasteel van Belvoir (Frans: Château de Belvoir) is een kasteel in de Franse gemeente Belvoir. Het kasteel is een beschermd historisch monument sinds 1956.